# Fernando Velasco Salazar
Fernando Velasco Salazar (Córdoba, España, 8 de enero de 1985) es un futbolista español. Juega de mediapunta o interior izquierdo y derecho y actualmente juega en el Club de Fútbol Fuenlabrada.

## Clubes
| Club                          | País    | Año         |
| ----------------------------- | ------- | ----------- |
| UD Marbella                   | España  |             |
| Unión Estepona                | España  | 2004-2005   |
| UD Fuengirola                 | España  | 2005-2007   |
| Lucena CF                     | España  | 2007-2009   |
| Cádiz CF                      | España  | 2009-2010   |
| AD Ceuta (cedido)             | España  | 2010        |
| Cádiz CF                      | España  | 2010 - 2011 |
| UD Melilla                    | España  | 2011 - 2013 |
| CD Leganés                    | España  | 2013 - 2015 |
| Fotbal Club Petrolul Ploiești | Rumanía | 2015 - 2016 |
| Club de Fútbol Fuenlabrada    | España  | 2016 -      |